# Юсупов, Нурулла Зайнурович
Нурулла́ Зейнурович Юсу́пов (1902, Баку — 24 августа 1974 года, Алма-Ата) — деятель ВКП(б), 2-й секретарь Алма-Атинского обкома КП(б) Казахстана. Входил в состав особой тройки НКВД СССР.

## Биография
Родился в 1902 году в городе Баку. По нациольности татарин.
В составе РККА принимал участие в Гражданской войне на территории Туркестана. Там же стал членом РКП(б).
- С марта 1935 г. — заместитель заведующего сельхозотделом Казкрайкома ВКП(б).
- Март 1936—1937 — первый секретарь Алма-Атинского горкома КП(б) Казахстана.
- 1937 — май 1938 гг. — второй секретарь Алма-Атинского обкома КП(б) Казахстана. Этот период отмечен вхождением в состав особой тройки, созданной по приказу НКВД СССР от 30.07.1937 № 00447[1] и активным участием в сталинских репрессиях[2].

## Репрессии
В мае 1938 года Нурулла Юсупов был снят с должности и исключен из партии «как разоблачённый враг народа».
Арестован 23 мая 1938 года НКВД Казахской ССР. Приговорён к 8 годам ИТЛ Особым Совещанием НКВД СССР 26 октября 1940 года. Обвинялся по статьям 58-1-а, 58-7, 58-8, 58-11 УК РСФСР.
Реабилитирован 15 октября 1955 года Верховным судом СССР в связи с отсутствием состава преступления.

## Последующая деятельность
- С 1950 года — слесарь совхоза в Северо-Казахстанской области.
- С 1955 года и до реабилитации — слесарь стекольного завода.
- В 1956—1973 гг. — директор мебельной фирмы «Алма-Ата»
- После 1973 года и до смерти работал начальником отдела института «КазНИИгипросбыт».